# ضدجنسینگی
ضدجنسینگی یا ستیز با تمایلات جنسی (به انگلیسی: Antisexualism) به معنی داشتن دیدی منفی به تمایلات جنسی و مخالفت یا ستیز با میل جنسی در انسان و در نتیجه آن هر گونه آمیزش جنسی است.

## در مذهب
برخی زاهدان پیرو گنوستیسیسم کلیت موضوع را شیطانی می‌دانسته و معتقد بودند می‌بایست از لذت‌های جسمانی بیهوده پرهیز کرد. به زوج‌ها توصیه می‌شد که مجرد بشوند. طبق برخی منابع، خداشناس مسیحی، اوریجن خود را اخته کرد تا از وسوسه دوری کرده و خود را پاک نگاه دارد. اسکوپتزی‌ها یکی از شاخه‌های بنیادگرای کلیسای ارتدکس روسی بودند که اقدام به اخته‌کردن و بریدن اعضای جنسی بدن می‌کردند. آنان معتقد بودند که عیسی مسیح زمان مصلوب شدندش اخته شده بود و این اختگی بود که رستگاری را برایش به ارمغان آورد. بوستون کوربت که در قتل جان ویلکس بوث شریک بود، پس از آنکه توسط فواحش مورد وسوسه واقع شد، خود را اخته کرد. آن لی بنیان‌گذار شیکرز بود که یکی از شاخه‌های بنیادگرای پروتستانتیسم و مخالف هر گونه عمل جنسی حتی به منظور تولید نسل بود. شاخه شیکرز بیش‌تر با حاملگی مخالف بود تا هر عمل دیگر.
جان هاروی کلاگ، ایجادگر «برگه ذرت» با هر گونه فعالیت جنسی، به‌ویژه خودارضایی مخالف بود. در رمان جاده منتهی به ولویل (The Road to Wellville) زندگی وی مورد طنز و طعنه واقع شده‌است. پدر دیواین، بنیان‌گذار جنبش جهانی مأموریت صلح، پرهیز دینی از فعالیت‌های جنسی و ازدواج را تبلیغ می‌کرد و معتقد بود شیءانگاری جنسی برخاسته از شرایط نامساعد اجتماعی و سیاسی است.

## در اجتماع و علم
باشگاه مخالفان لاسیدن (Anti-Flirt Club) در ایالات متحده آمریکا و در دوره میان‌دوجنگ بنیادگذاری شد تا از زنان در برابر دست‌درازی جنسی مردان در خیابان‌ها و اتومبیل‌ها محافظت کند.
در اینترنت یک وب‌گاه مخالفان سکس به نام Antisex.info وجود دارد که توسط یوری لیونیدوویچ نسترنکو پایه‌گذاری شده‌است. وی پس از به راه انداختن یک تالار گفتگوی اینترنتی در ۱۹۹۵ به عنوان یک مخالف سرسخت سکس شناخته شد. وی و طرفدارانش معتقدند توانسته‌اند یک جنبش جهانی علیه سکس به راه بیندازند. در حالی که شعارشان «نه به سکس» است، سخنگویشان می‌کوشد به مردم بفهماند که هیچ کشش جنسی‌ای آن قدر قوی نیست که نتوان آن را با استدلال عقلی رد کرد یا کمینه با پرهیز روانی آن را تغییر داد. برخی اعضای این گروه اظهار کرده‌اند که با موفقیت توانسته‌اند جلو امیال جنسی خود رابگیرند.

## در ادبیات
- رمان ۱۹۸۴ نوشته جورج اورول در بر دارنده پادآرمان‌شهری است که در آن گروهی از جوانان حزب از هر گونه آمیزش جنسی دوری می‌کنند.[۲۳]
- فیلم مرد خرابکار در آینده‌ای اتفاق می‌افتد که در آن آمیزش جنسی توسط «آقای راجرز شیطان‌صفت»، یکی از شخصیت‌های بلندپایه، ممنوع شده‌است. تولید نسل در آزمایشگاه صورت می‌گیرد و تجربه سکس توسط واقعیت مجازی بازسازی می‌شود.